# Brachowice
Brachowice, anciennement Stare Brachowice, est un village polonais de la gmina de Zgierz dans la powiat de Zgierz de la voïvodie de Łódź dans le centre du pays. Il est situé à environ 15 km au nord de Zgierz et, dans la même direction, à 23 km de la capitale régionale Łódź.

## Situation géographique
Proche de Łódź, au centre de la Pologne.

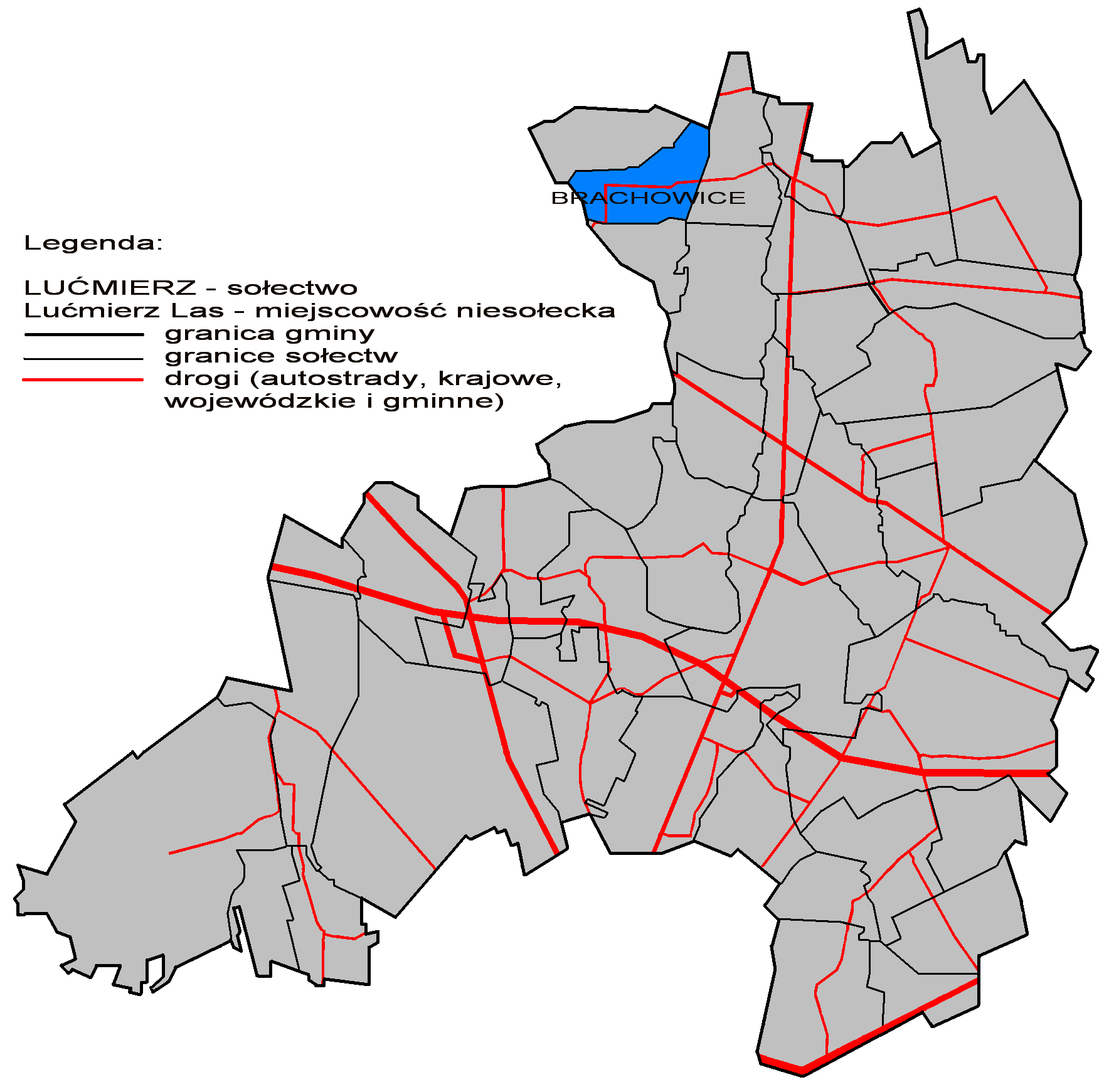
Localisation du village de Brachowice sur la carte de la commune de Zgierz.

## Histoire
Le village est dénommé Stare Brachowice jusqu'au 31 décembre 2008, ou il prend le nom de Brachowice en raison d'une décision, du 18 décembre 2008 du ministre de l'intérieur et de l'administration, concernant les modifications où la suppression de dénominations officielles de lieux.

## Personnalité
- Charles Chobrzyński (1809-1883), né à Brachowice[2].